# بول شتاينهارت
بول جوزيف شتاينهارت (بالإنجليزية: Paul Joseph Steinhardt)، (من مواليد 25 ديسمبر 1952)، هو عالم الفيزياء النظرية الأمريكي، تتركز أبحاثه الرئيسية في علم الكونيات وفيزياء المادة المكثفة. يشغل حاليًا منصب أستاذية ألبرت أينشتاين في العلوم بجامعة برينستون، حيث يعمل في هيئة التدريس بقسمي الفيزياء وعلوم الفيزياء الفلكية.
اشتُهر شتاينهارت بتطويره نظريات جديدة حول أصل الكون وتطوره ومستقبله. كما أنه معروف كذلك باستكشافه لشكل جديد من أشكال المادة، يُعرف باسم شبه البلورات، تلك أشباه البلورات التي كان من المعتقد وجودها فقط كمواد من صنع الإنسان حتى شارك شتاينهارت في اكتشاف أول شبه بلوري طبيعي ظهر داخل عينة صخرية عُثر عليها في أحد المتاحف. قاد في أعقاب ذلك فريقًا منفصلًا قام بمتابعة هذا الاكتشاف بالعديد من الأمثلة الأخرى لأشباه البلورات الطبيعية المستخرجة من براري شبه جزيرة كامتشاتكا في أقصى شرق روسيا. أبلغ هو ومعاونوه، بعد عدة سنوات، عن التوليف العرضي لنوع غير معروف سابقًا من أشباه البلورات في بقايا تجربة القنبلة الذرية الأولى في 16 يوليو 1945، في مدينة ألاموغوردو بولاية نيو مكسيكو.
ألف شتاينهارت كتابين مشهورين حول تلك الموضوعات. كان الكتاب الأول بعنوان الكون اللامتناهي: ما وراء الانفجار العظيم» (2007)، وقد شارك في تأليفه العالم الفيزيائي نيل توروك، يصف الكتاب النضالات المبكرة في تحدي نظرية الانفجار الكبير المقبولة على نطاق واسع في الأوساط العلمية والتطور اللاحق للنظريات المرتدة أو الدورية للكون، والتي يجري حاليًا دراستها واختبارها. أما الكتاب الثاني فهو النوع الثاني من المستحيل: البحث الاستثنائي عن شكل جديد للمادة (2019) يروي فيه شتاينهارت قصة أشباه البلورات منذ اختراعه لهذا المفهوم مع تلميذه آنذاك الفيزيائي دوف ليفين، وحتى رحلته الاستكشافية إلى أقصى شرق روسيا لاستعادة شظايا نيزك تحتوي على حبيبات شبه بلورية طبيعية تشكلت منذ مليارات السنين.

## تعليمه ومسيرته المهنية
وُلد بول شتاينهارت عام 1952، والداه هما هيلين وتشارلز شتاينهارت، وهو الابن الثاني من بين أربعة أبناء. نشأ وترعرع في مدينة ميامي بولاية فلوريدا، حيث التحق بمدرسة كورال جابلز الثانوية العليا أثناء حضوره دروسًا في إحدى الجامعات المحلية. حصل شتاينهارت على بكالوريوس العلوم في الفيزياء من معهد كاليفورنيا للتكنولوجيا عام 1974، وحصل على درجة الدكتوراه في الفيزياء من جامعة هارفارد عام 1978 حيث كان مستشاره عالم الفيزياء سيدني كولمان. أصبح زميلًا مبتدئًا في جمعية هارفارد للزملاء منذ عام 1978 إلى عام 1981؛ وترقى من عضو هيئة التدريس المبتدئين إلى منصب أستاذية ماري أماندا وود في جامعة بنسلفانيا بين عامي 1981 و1998، حافظ خلال تلك الفترة على علاقة طويلة الأمد مع مركز أبحاث توماس جون واتسون؛ وأصبح عضوًا في هيئة التدريس في جامعة برينستون منذ خريف عام 1998. كما شارك في تأسيس مركز برينستون للعلوم النظرية وشغل منصب مدير المركز منذ عام 2007 إلى عام 2019.

## الأوسمة والجوائز
- انتُخب شتاينهارت، في عام 1986، زميلًا في الجمعية الفيزيائية الأمريكية تقديرًا لإسهاماته في علم الكونيات والفهم النظري لأشباه البلورات.[13]
- حصل على زمالة مؤسسة غوغنهايم عام 1994.[14]
- انتُخب لعضوية الأكاديمية الوطنية الأمريكية للعلوم في عام 1998.[15]
- حاز شتاينهارت، في عام 2002، على التكريم لعمله في النموذج التضخمي للكون مع منحه جائزة ووسام ديراك من المركز الدولي للفيزياء النظرية. تقاسم الجائزة مع عالم الفيزياء آلان جوث من معهد ماساتشوستس للتكنولوجيا والفيزيائي أندريه ليندي من جامعة ستانفورد.[16]
- حصل شتاينهارت، في عام 2010، على جائزة أوليفر ألسويرث باكلي للمواد المكثفة من الجمعية الفيزيائية الأمريكية لإسهاماته الرائدة في نظرية أشباه البلورات.[17]
- حاز على جائزة جون سكوت لأبحاثه في مجال أشباه البلورات في عام 2012.[18]
- حصل شتاينهارت، في عام 2012، على زمالة سيمونز في الفيزياء النظرية وزمالة رادكليف من معهد رادكليف للدراسات المتقدمة بجامعة هارفارد.[19]
- حصل على جائزة الخريجين المتميزين من معهد كاليفورنيا للتكنولوجيا في عام 2014.[20]
- قبلت الجمعية الدولية للمعادن، في عام 2014، معدنًا جديدًا من نيزك خاتيركا في الكتالوج الرسمي للمعادن الطبيعية، وأطلقت عليه اسم «شتاينهاردت» تكريمًا له.[21]
- تقاسم شتاينهارت، في عام 2018، جائزة معهد أسبن الإيطالي مع العالم الجيولوجي لوكا بيندي للبحث العلمي والتعاون بين إيطاليا والولايات المتحدة.[22]
- حصل، في عام 2020، على وسام الشرف من معهد نيلز بور التابع لجامعة كوبنهاجن.[23]